# حسن اعسيلة
حسن اعسيلة واسمه الحقيقي حسن أمشراط (1948 – 2023) كان لاعب كرة قدم مغربي، وأحد أساطير فريق شباب المحمدية والمنتخب المغربي في سبعينيات القرن العشرين، حيث كان يلعب كمهاجم بحصيلة دولية بلغت 39 مباراة و18 هدفا.
حمل لواء المغرب إلى جانب أحمد فرس وعبد المجيد الظلمي خلال بطولة كأس الأمم الأفريقية المقامة في إثيوبيا سنة 1976 والتي انتهت بتتويج المغرب بأول كأس قارية في تاريخها.

## نشأته ومشواره الرياضي
ولد حسن أمشراط سنة 1948 في مسقط رأسه بمدينة المحمدية، ولقب ب"عسيلة" تيمنا باسم اللاعب المهاري "عبد الرحمان عسيلة" الذي ذاع صيته في فريقي الوداد (1952-1955) ثم	الرجاء البيضاوي (1955-1958)، إلا أن إنجازات حسن ومسيرته الإحترافية مكنته من التحليق عاليا في سماء المستديرة خاصة على المستوى القاري.

### المشوار المحلي
بدأ عسيلة مشواره الكروي في الأحياء وشوارع مدينة المحمدية، قبل أن يكتشفه "عبد القادر أيت با" ويدخله معترك الإحتراف بشكل رسمي مع فريق شباب المحمدية عام 1968 والذي خاض معه أغلب مسيرته الرياضية تحت قيادة الرئيس "الحاج محمد أيت منة"، حيث شكل عسيلة مع أسطورة الفريق وهداف المنتخب المغربي أحمد فرس ثنائيا متكاملا مكنه من تتويج الفريق بكأس العرش مرتين عامي 1972، و1975؛ ثم الكأس المغاربية للأندية الفائزة بالكؤوس خلال الموسم (1972-1973) أعقبه التتويج بلقب أفضل هداف في البطولة الوطنية المغربية عام 1976 برصيد بلغ 20 هدفا، انتقل بعدها في العام الموالي إلى فريق الرجاء البيضاوي الذي لعب معه من 1977 إلى 1981.

### المنتخب المغربي
حمل عسيلة قميص المنتخب المغربي لأول مرة في 12 سبتمبر 1971، خلال مبارة ودية جمعت بين المغرب والمنتخب المكسيكي استعدادا للتصفيات المؤهلة للألعاب الأولمبية الصيفية 1972 التي انتهت لصالح المغرب بثنائية لهدف.
شارك اعسيلة في التصفيات المؤهلة لكأس العالم لعام 1974 وبالرغم من تسجيله هدف التعادل مع منتخب ساحل العاج لم يتمكن المغرب من التأهل إلى كأس العالم 1974. وفي عام 1976، تم استدعاء عسيلة للمشاركة في النسخة ال10 من بطولة كأس الأمم الأفريقية حيث لعب أربع مباريات مع السودان وزائير في الجولة الثانية ثم ضد مصر ونيجيريا في الجولة الثالثة والأخيرة ورغم عدم تسجيله أي هدف إلا تمريراته الحاسمة كانت كفيلة بحصد الفوز وتتويج المغرب بأول كأس قارية في تاريخها. في نفس السنة، شارك حسن في دورة الألعاب العربية حيث تمكن رفقة باقي الفريق الوطني المغربي من اقتناص الفوز بالميدالية الذهبية.
في عام 1978، عاد عسيلة للمنافسات القارية في أعقاب نسخة كأس الأمم الأفريقية بعد فشل التأهل إلى منافسات لكأس العالم خلال تصفيات كأس العالم؛ حيث لعب ثلاث مباريات خلال دور المجموعات سجل فيها هدفين ضد كل من تونس والكونغو وأوغندا إلا أن ذلك لم يشفع للمنتخب المغربي الذي خرج من الدور الأول.
تقاعد عسيلة دوليا مع المنتخب المغربي بحصيلة بلغت 39 مباراة و18 هدفا، مما يجعله في قائمة 10 هدافي المنتخب المغربي.

### الوفاة
في يوم السبت 22 يوليو 2023 في المحمدية، توفي حسن أمشراط عن عمر يناهز 75 عامًا بعد صراع مع المرض.

## إحصائيات

### الأندية
| الفترة      | النادي             | المشاركة | الأهداف | ملاحظات |
| ----------- | ------------------ | -------- | ------- | ------- |
| 1968 - 1977 | نادي شباب المحمدية | 104      | 61      |         |
| 1977 - 1981 | الرجاء البيضاوي    | 151      | 67      |         |

### المنتخب
يسرد الجدول التالي مباريات حسن اعسيلة مع منتخب المغرب لكرة القدم في الفترة من 12 أغسطس 1971 إلى 28 أكتوبر 1979.
| #  | التاريخ        | المسابقة                                                      | الملعب          | المنتخب الوطني | النتيجة         | المنتخب الخصم    | ملاحظات |
| -- | -------------- | ------------------------------------------------------------- | --------------- | -------------- | --------------- | ---------------- | --- |
| 1  | 12 سبتمبر 1971 | مباراة ودية                                                   | الدار البيضاء   | المغرب         | 2–1             | المكسيك          | |
| 2  | 3 ديسمبر 1972  | التصفيات المؤهلة لكأس العالم 1974                             | دكار            | المغرب         | 2–1             | السنغال          | |
| 3  | 11 فبراير 1973 | التصفيات المؤهلة لكأس العالم 1974                             | كوناكري         | المغرب         | 1-1             | غينيا            | |
| 4  | 25 فبراير 1973 | التصفيات المؤهلة لكأس العالم 1974                             | تطوان           | المغرب         | 2– 0            | غينيا            | |
| 5  | 20 أبريل 1973  | التصفيات المؤهلة لكأس العالم 1974                             | أبيدجان         | المغرب         | 1 – 1           | ساحل العاج       | سجل أول أهدافه مع المنتخب |
| 6  | 3 يونيو 1973   | التصفيات المؤهلة لكأس العالم 1974                             | تطوان           | المغرب         | 4–1             | ساحل العاج       | |
| 7  | 21 أكتوبر 1973 | التصفيات المؤهلة لكأس العالم 1974                             | لوساكا          | المغرب         | 0–4             | زامبيا           | [ 18 ] |
| 8  | 31 أكتوبر 1973 | مباراة ودية                                                   | الجزائر العاصمة | المغرب         | 0–2             | الجزائر          | |
| 9  | 9 ديسمبر 1973  | التصفيات المؤهلة لكأس العالم 1974                             | كينشاسا         | المغرب         | 0–3             | زائير            | |
| 10 | 1 مارس 1974    | مباراة ودية                                                   | الرياض          | المغرب         | 0 – 0           | السعودية         | |
| 11 | 7 أبريل 1974   | مباراة ودية                                                   | الدار البيضاء   | المغرب         | 2– 0            | الجزائر          | |
| 12 | 9 أكتوبر 1974  | كأس القنيطرة 1974                                             | دمشق            | المغرب         | 1-1(ض.ج 4 - 3)  | سوريا            | |
| 13 | 31 أكتوبر 1974 | مباراة ودية                                                   | الجزائر العاصمة | المغرب         | 0-0             | الجزائر          | |
| 14 | 24 نوفمبر 1974 | تصفيات كأس الأمم الأفريقية 1976                               | الدار البيضاء   | المغرب         | 3– 0            | غامبيا           | |
| 15 | 23 فبراير 1975 | تصفيات أفريقيا للألعاب الأولمبية الصيفية لكرة القدم رجال 1976 | الدار البيضاء   | المغرب         | 2– 1            | ليبيا            | سجل هدفا في المباراة |
| 16 | 2 مارس 1975    | مباراة ودية                                                   | الدار البيضاء   | المغرب         | 0 - 0           | تونس             | |
| 17 | 14 مارس 1975   | تصفيات أفريقيا للألعاب الأولمبية الصيفية لكرة القدم رجال 1976 | بنغازي          | المغرب         | 1– 0            | ليبيا            | |
| 18 | 22 مارس 1975   | تصفيات كأس الأمم الأفريقية 1976                               | فاس             | المغرب         | 4– 0            | السنغال          | سجل هدف في هذه المبارة |
| 19 | 13 أبريل 1975  | تصفيات كأس الأمم الأفريقية 1976                               | كاولاك          | المغرب         | 1– 2            | السنغال          | |
| 20 | 9 نوفمبر 1975  | تصفيات كأس الأمم الأفريقية 1976                               | الدار البيضاء   | المغرب         | 2-0 (ض.ج 5 - 6) | غانا             | خلال الإقصائيات الأممية الأفريقية 1976، فازت غانا في مباراة الذهاب بهدفين لصفر دون مشاركة اعسيلة وخلال مباراة الإياب فازت المغرب ضد غانا بهدفين لصفر منها هدف سجله اعسيلة، مما أدى إلى ضربات الجزاء فازت فيها المغرب. |
| 21 | 30 نوفمبر 1975 | تصفيات أفريقيا للألعاب الأولمبية الصيفية لكرة القدم رجال 1976 | تونس            | المغرب         | 1– 0            | تونس             | سجل هدفا في المبارة |
| 22 | 14 ديسمبر 1975 | تصفيات أفريقيا للألعاب الأولمبية الصيفية لكرة القدم رجال 1976 | الدار البيضاء   | المغرب         | 1– 0            | تونس             | |
| 23 | 1 مارس 1976    | كأس الأمم الأفريقية 1976                                      | دير داوا        | المغرب         | 2 - 2           | السودان          | |
| 24 | 4 مارس 1976    | كأس الأمم الإفريقية 1976                                      | دير داوا        | المغرب         | 1– 0            | زائير            | |
| 25 | 9 مارس 1976    | كأس الأمم الإفريقية 1976                                      | أديس أبابا      | المغرب         | 2– 1            | مصر              | |
| 26 | 11 مارس 1976   | كأس الأمم الإفريقية 1976                                      | أديس أبابا      | المغرب         | 2– 0            | نيجيريا          | |
| 27 | 18 أبريل 1976  | تصفيات أفريقيا للألعاب الأولمبية الصيفية لكرة القدم رجال 1976 | طنجة            | المغرب         | 1– 0            | نيجيريا          | سجل عسيلة هدف |
| 28 | 12 سبتمبر 1976 | مباراة ودية                                                   | الرياض          | المغرب         | 2– 0            | السعودية         | سجل هدفا في هذه المبارة |
| 29 | 12 أكتوبر 1976 | دورة الألعاب العربية                                          | دمشق            | المغرب         | 3– 0            | الأردن           | سجل اعسيلة هدفين |
| 30 | 14 أكتوبر 1976 | دورة الألعاب العربية                                          | دمشق            | المغرب         | 4– 0            | اليمن الجنوبي    | سجل اعسيلة هدفين |
| 31 | 18 أكتوبر 1976 | دورة الألعاب العربية                                          | دمشق            | المغرب         | 0 - 0           | سوريا            | |
| 32 | 12 ديسمبر 1976 | التصفيات المؤهلة لكأس العالم 1978                             | الدار البيضاء   | المغرب         | 1 - 1           | تونس             | |
| 33 | 3 أبريل 1977   | مباراة ودية                                                   | الرباط          | المغرب         | 5– 1            | الغابون          | سجل اعسيلة هدف |
| 34 | 26 فبراير 1978 | مباراة ودية                                                   | مراكش           | المغرب         | 3– 2            | الاتحاد السوفيتي | سجل اعسيلة هدف |
| 35 | 6 مارس 1978    | كأس الأمم الأفريقية 1978                                      | كوماسي          | المغرب         | 1 - 1           | تونس             | سجل اعسيلة هدف |
| 36 | 9 مارس 1978    | كأس الأمم الأفريقية 1978                                      | كوماسي          | المغرب         | 1– 0            | الكونغو          | سجل اعسيلة هدف |
| 37 | 11 مارس 1978   | كأس الأمم الأفريقية 1978                                      | كوماسي          | المغرب         | 0– 3            | أوغندا           | |
| 38 | 15 أبريل 1979  | تصفيات أفريقيا للألعاب الأولمبية الصيفية لكرة القدم رجال 1980 | الدار البيضاء   | المغرب         | 1– 0            | السنغال          | سجل عسيلة هدفا في المباراة |
| 39 | 30 سبتمبر 1979 | تصفيات كأس الأمم الأفريقية 1980                               | الدار البيضاء   | المغرب         | 4– 1            | موريتانيا        | سجل اعسيلة هدف خلال المبارة |
| 40 | 24 يونيو 1979  | تصفيات كأس الأمم الأفريقية 1980                               | المحمدية        | المغرب         | 7– 0            | التوغو           | |

## جوائز وترشيحات

### ألقاب
نادي شباب المحمدية
- كأس العرش: 1972[6]، 1975[7]
- الكأس المغاربية للأندية الفائزة بالكؤوس: 1972-1973[8]

  المنتخب المغربي
- كأس الأمم الإفريقية: 1976[13]

### جوائز فردية
- دورة الألعاب العربية: الميدالية الذهبية 1976.[14]
- البطولة الوطنية المغربية: (1975/1976) هداف البطولة برصيد 20 هدف.[9]

## معلومات
1. ↑  كان من المفروض أن يلعب النهائي بين فريق شباب المحمدية والراسينغ الرياضي إلا أن الانقلابات التي حصلت في المغرب في تلك الفترة حدث بالجامعة الملكية المغربية لكرة القدم إلى إعلان كلا الفريقين فائزين بالبطولة.
2. ↑  جاء "كأس الكؤوس المغاربية" خلفا لكأس شمال إفريقيا للأندية البطلة. في عام 2008، تم إطلاق بطولة كأس اتحاد شمال إفريقيا لتشمل دولا أخرى منها ليبيا ومصر.

## روابط خارجية
- حسن اعسيلة على موقع الاتحاد الدولي (مؤرشف)  (الإنجليزية)
- حسن اعسيلة على موقع قاعدة بيانات كرة القدم.إي يو (الإنجليزية)
- حسن اعسيلة على موقع ناشيونال فوتبول تيمز (الإنجليزية)